# Martin Mystère
Martin Mystère is een Italiaanse stripserie, bedacht door schrijver Alfredo Castelli en tekenaar Giancarlo Alessandrini. De strip werd voor het eerst gepubliceerd in 1982 door Sergio Bonelli Editore.
De strip verschijnt nog steeds, en is inmiddels in veel andere talen uitgebracht.

## Overzicht
De strip draait om Martin Mystère, een kunsthistoricus, archeoloog, avonturier en schrijver. Zijn woonplaats is New York, waar hij is geboren als Martin Jacques Mystère. Hij heeft veel van zijn studietijd echter doorgebracht in Italië. Na de dood van zijn ouders bij een vliegtuigongeluk is hij zich met zijn studie gaan storten op de meest ongebruikelijke gebeurtenissen uit de geschiedenis van de mens. Hij houdt zich bezig met het verzamelen van ongebruikelijke voorwerpen die vaak een heel nieuw licht werpen op wat men weet van deze geschiedenis. Ook helpt hij vaak de Amerikaanse overheid met hun onderzoek.
Martin wordt vergezeld door Java, een neanderthaler die hij leerde kennen in een verborgen stad in Mongolië, die tot dusver onbekend was bij de beschaafde wereld. Java heeft zich redelijk goed aangepast aan de moderne tijd en is erg sterk. Een andere helper van hem is Diana Lombard, op wie hij lange tijd verliefd is en met wie hij later in de serie trouwt.
Martins primaire tegenstanders zijn vreemde in het zwart geklede mannen, die deel uitmaken van een wereldwijde organisatie die tot doel heeft te voorkomen dat men de echte geschiedenis van de wereld ontdekt. De organisatie werd eeuwen geleden opgericht na een grote oorlog tussen Atlantis en het verloren continent mu.

## Achtergrond
De strip speelt zich af in hetzelfde fictieve universum als andere strips van Sergio Bonelli, zoals Zagor, Mister No, Dylan Dog, en Nathan Never.
In 2003 produceerde het Frans/Canadese bedrijf Marathon de animatieserie Martin Mystery, welke losjes op de strip is gebaseerd.